# Namaste (Lost)
2009. március 18-án került először adásba az amerikai ABC csatornán a sorozat 93. részeként. Paul Zbyszewski és Brian K. Vaughan írta, és Jack Bender rendezte. Az epizód Ben centrikus.
|  | Alább a cselekmény részletei következnek! |

## Külvilág, 2008
Éjszaka van. Az Ajira Airways 316-os járatának fedélzetén az Oceanic Six megkísérli a visszajutást a Szigetre. A pilótafülkében a másodpilóta megjegyzi Franknek, hogy felismerte Hugo Reyest. Nem hitte volna, hogy életében még egyszer fel mer szállni arra a gépre, ami ugyanazon a vonalon közlekedik, amin az Oceanic 815 is repült. Lapidus szerint bízik abban, hogy a villám nem csap kétszer ugyanoda. Ahogy ezt kimondta, megrázkódik a gép. Pillanatok múlva már folyamatosan remeg a repülő, olyannyira, hogy már az oldalára is dől. Frank kikapcsoltatja a robotpilótát, hogy átvehesse az irányítást. Közben megjelenik a fehér fény, ami elvakítja a pilótákat is.

## Sziget, 2007
Néhány másodperc múlva látják, hogy fényes nappal van, a gép pedig veszít a magasságából. A másodpilóta újraindítja a hajtóműveket. A repülő előtt kitisztult az ég, nem messze előttük a Sziget hegyvonulata látszik. Frank ügyesen manőverezve kikerüli a hegyet. A másodpilóta észrevesz egy leszállópályának tűnő sík területet, ahova kénytelenek leszállni, mivel a műszerek meghibásodtak. Közben próbál segítséget hívni, de a csatornát lefoglalja egy adás, ami a számokat ismételgeti. Ezalatt elérik a leszállóhelyet, de nem tudnak megfelelően lelassítani, így becsapódnak a fák közé. Frank vérző fejjel magához tér, ekkor veszi észre, hogy a társa halott, mellkasát átszúrta egy vastagabb faág. Caesar Ilanát téríti magához, Lapidus pedig Sunnak segít. Meglepődve veszik észre, hogy Jack, Kate, Hurley és Sayid eltűntek. Hogy hová, azt még az ebben a pillanatban megjelenő Ben sem tudja.

## Sziget, 1977
Hurley kitörő örömmel öleli magához Sawyert. A csapat tagjai üdvözlik egymást, majd James Locke után kérdez. Jack közli, John meghalt. Hugo afelől érdeklődik, hogy rég látott barátai miért viselnek Dharma overallt. Ford azt hitte, Jin már tisztázta a helyzetet, de így rá marad, hogy felvilágosítsa a visszatérőket, hogy 1977-ben vannak, amikor a Dharma még a Szigeten tevékenykedett. Miles az adóvevőn keresi Jint. A koreai kénytelen bejelentkezni, különben egy őrjáratot küldenek a felkutatásukra. Sawyer szerint be kell csempészni a társaikat a faluba, hogy ne nézzék őket az ellenség (Többiek) közül valóknak. Reyes a többi utas miatt aggódik. Kwon először nem érti ezt, ám Shephard elmagyarázza, hogy nem egyedül jöttek vissza, többek között a repülőn volt Sayid, Lapidus és Sun is. A koreai rögtön elrohan, hogy az autóval eljuthasson a Láng állomásra. Szerinte ha egy gép landolt a Szigeten, Radzinsky tud róla. James felszólítja társait, hogy ők maradjanak nyugton, amíg ki nem talál nekik egy fedőtörténetet. Kate megkérdezi tőle, ki csatlakozott még rajta és Jinen kívül a Dharma Kezdeményezéshez.
Juliet a biztonsági központban megkéri Milest, nézzenek utána, merre lehet Sawyer. Straume hamar ki is szúrja az egyik monitoron. Burke hazamegy, és látja, ahogy James ruhákat pakol egy táskába. Tudni szeretné, miért csinálja ezt. Ford izgatottan elmondja, hogy Jack, Hurley és Kate visszatértek. Juliet teljesen ledöbben, Ford pedig ismerteti tervét, miszerint ki kell találnia valamit, nehogy elszúrják azt, amit eddig elértek a Kezdeményezésnél. Burke tudatja vele, délután érkezik a tengeralattjáró.
Jin beviharzik a Láng épületébe. A Hattyú makettjét építő Radzinsky teljesen felháborodik ezen. Kwon kinyomtatja a radar jelentéseit, Radzinsky ezalatt teljesen kikel magából, mivel csak ő kezelheti a gépeket, ráadásul azt is felháborítónak találja, hogy Jin úgy véli, nem vett észre egy zuhanó repülőgépet. A koreai megkéri a férfit, hogy egyeztessen a többi állomással, kérdezze meg őket, láttak-e landolni egy gépet. Radzinsky ezt meg is teszi, de nem érkezik válasz. Szeretné tudni, miért olyan fontos ez a dolog. Kwon csak annyit mond, hogy „mert az”.

## 2007
Frank magához hívja az utasokat. Kihirdeti, hogy nem tudott segítséget hívni, de hamarosan keresni fogják őket. Addig maradjanak egy helyben. Caesar tudni szeretné, hol vannak. Lapidus szerint a sziget nincs rajta a térképén. Caesar kijelenti, épületeket, állatketreceket és egy nagyobb szigetet látott zuhanás közben. Ben hallotta a beszélgetést, ezért beveti magát a dzsungelbe. Sun követni kezdi őt, majd mikor Frank észreveszi, hogy a nő elsétál, utána indul. Linus Kwon mögé kerül, és megkérdezi, miért követi őt. A koreai tudni szeretné, hova megy Benjamin. A férfi közli, visszamegy az ő szigetükre.

## 1977
Juliet elveszi az alvó Amy mellől a tengeralattjárón érkezők listáját. Felajánlja, hogy elvégzi ő a munkákat, nem szeretné, ha a kismama dolgozna. Megkérdezi, hogy adtak-e már nevet a kisfiúnak. Amy elmondja, Ethannek nevezték. Megérdeklődi, hogy Julietnek és Jimnek mikor lesz sajátja. Burke kijelenti, majd akkor, ha eljön az ideje.
Sawyer visszamegy Jackékhez. Odaadja nekik a ruhákat, aztán ismerteti a tervet: a tengeralattjáróval érkező újoncok lesznek. Senki sem fog gyanakodni rájuk, mert az utazás előtt elaltatják az embereket, így nem ismernek senkit sem. A doki furcsának találja az ötletet, de kénytelen beleegyezni.
A Lángban Radzinsky közli, a Tükörország is visszajelzett, ők sem észleltek repülőgépet. Ekkor megszólal a riasztó. Radzinsky a jelentésekből kiveszi, hogy egy ellenség lépett a területükre. Jin fegyverrel a kezében kirohan az épületből. Hamarosan észreveszi, hogy valaki mozog a növények között. Az idegen kilép a magas fűből, ekkor látjuk, hogy ő Sayid, aki még mindig viseli a bilincset. A két barát röviden üdvözli egymást, de nem beszélgethetnek, mert megérkezik Radzinsky. Kwon a földre térdelteti az irakit, és felszólítja, hogy ha még egyet szól, lelövi.
Hurley nem érti, Sawyer miért nem figyelmezteti a Dharma tagjait a támadásra, ami évek múlva véget vet az életüknek. James kijelenti, Faraday elmagyarázta, mit lehet megváltoztatni és mit nem. Jack a név hallatán a fizikus után kérdez, mire Ford elmondja, ő már nincs köztük. A faluba érkezve Sawyer újabb instrukciókat ad: nézzék meg az üdvözlő filmet, majd mikor szólítják őket, vegyék át a ruháikat és a szerződést. Hugo kicsit tart attól, hogy olyat kérdeznek, amire nem tudnak válaszolni, de James megnyugtatja őket, hogy nem lesz semmi baj. Megérkezik Miles is, aki döbbenten ismeri fel régi ismerőseit. Miután főnöke figyelmezteti, hogy ne bámulja őket, közli, hogy 14-J van a Láng állomáson. Ford azonnal felveszi a kapcsolatot Jinnel, és kikérdezi a történtekről. A koreai arrébb sétál, hogy Radzinsky ne hallhassa, és felfedi, hogy igazából Sayidot kapta el.

## 2007
Ben közli, a parton van három kenu, abból egyet elvisznek. Frank utoléri a kis társaságot, és megkérdezi, hova mennek. Sun elmondja, hogy átmennek a másik szigetre. Lapidus nem érti, hogy bízhat meg a nő Benjaminban. Kwon szerint muszáj bíznia benne. Hárman együtt kiérnek a partra. Frank próbálja lebeszélni Sunt a tervéről, de Linus kijelenti, hogy neki mennie kell, mert vigyáznia kell néhány emberre, ahogy a pilótának is az utasokra. Miközben ezt ecseteli, Sun megragad egy evezőt, és leüti a férfit.

## 1977
Phil Jacket szólítja. A doki leül egy asztalhoz, aminek a túloldalán hamarosan Pierre Chang foglal helyet. Chang mérgelődik, mert nem találja Shephard aktáját, de ezt mások hanyagságának rója fel. Megkérdezi Jacktől, hogy ki vezette a tengeralattjárójukat. A doki hirtelen nem tudja, mit válaszoljon, de aztán eszébe jut LaFleur. Chang szerint LaFleur remek munkát végez. Pierre megtalálja Shephard szerződését, és átadja a ruháját is. Közli vele, hogy az alkalmassági teszt alapján gondnoki munkát fog végezni a Barakkokban. Közben Phil odamegy Kate-hez, és megkérdezi, hogy hívják. Keresi a nevét a listán, de nem találja, így gyanakodni kezd. Az utolsó pillanatban megérkezik Juliet, hogy átadja az új listát. Phil immár mindent rendben talál, át is adja Kate ügyét Julietnek.
Sawyer megérkezik a Lánghoz. Jin ismerteti a helyzetet. Szerinte Radzinsky nem fogja hagyni, hogy négyszemközt beszéljenek Sayiddal, mert azt hiszi, ellenség. Valóban így is van: Radzinsky szerint a fogoly egy kém, akit az ellenség küldött, hogy a modell alapján meghatározza, hol fog felépülni a Hattyú állomás, ezért legjobb lenne, ha azonnal lelőnék. James ezt nem engedi, inkább beszélni akar vele. Kihozatja az irakit, leülteti, és megkéri, ismerje be, hogy az ellenség közül való, különben joguk van lelőni. Sayid hamar megérti a szituációt, és az ellenség közül valónak vallja magát. Így Ford nem ölheti meg, hanem beviszi a Barakkokba. Radzinsky nem ért egyet a döntéssel, ezért kijelenti, elkíséri őket, és panaszt fog tenni Goodspeednél.

## 2007
Frank és Sun éjszaka megérkeznek a Barakkokba. Az egész terület feldúlt, szinte már romokban áll. Pár lépés után a füst hangját hallják, és látni is vélik. Kwon megnyugtatja a pilótát, szerinte csak egy állat volt. A házak között Lapidus azt javasolja, menjenek inkább vissza a másik szigetre. Ekkor suttogásokat hallanak, az egyik házban pedig fény gyúl. Kinyílik az épület ajtaja, és kilép rajta egy ember. Üdvözli a jövevényeket, majd bemutatkozik. Közben fény vetül az arcára, így láthatjuk, hogy ő Christian. Sun megkérdezi, tudja-e, merre van Jin. Christian azt feleli, kövessék. Bemennek az egyik épületbe, ahol Shephard elkezdi nézegetni a falon lévő képeket. Megtalálja az 1977-es fényképet, leemeli a falról, és megmutatja Frankéknek. A fotón a többi alkalmazott között áll Jack, Kate és Hurley. Christian kijelenti, még egy kisebb utazás vár Sunékra.

## 1977
A fénykép készítésének pillanatát láthatjuk. Phil kedvesen tudatja az újoncokkal, hogy nemsokára megismerkednek a szabályokkal, de előtte egyenek és igyanak. Sawyer az adóvevőn szól Philnek, hogy egy 14-J van náluk. Pár pillanat múlva meg is érkeznek. Kiszállnak a kocsiból, és a döbbent Sayidot levezetik a biztonsági központ cellájához. Phil megkérdezi, mit fognak vele csinálni. James elrendeli, hogy hozzanak neki ételt.
Phil el is indul, ám útközben megállítja Jack, hogy megkérdezze, hol lakik LaFleur. Miután megkapta a választ, bekopog a ház ajtaján, amit Juliet nyit ki. Egy öleléssel üdvözlik egymást, s váltanak pár szót. Shephard szerint rossz házba irányították, ezért már távozna is, de Burke behívja. Sawyer épp könyvet olvas. A doktornő magára hagyja a két férfit. Jack Sayid felől érdeklődik. James megnyugtatja, hogy az iraki biztonságban van, még ha egy cellában is. Nem tehetett mást, improvizálnia kellett, mivel az igazat nem tudhatják meg. A doki szeretné tudni, mi fog történni a továbbiakban. Ford megnyugtatja, hogy már dolgozik rajta. Jack szerint nem ezt teszi, csak olvasgat. A biztonsági főnök felvilágosítja, hogy Churchill is minden este olvasott, ez saját elmondása szerint segített neki a gondolkodásban. Éppen ezért olvas ő is. Így ő teljesen más vezető, mint Jack volt, aki előbb cselekedett, aztán gondolkodott, ezzel sok ember halálát okozva. Shephard felhozza, hogy ő juttatta haza néhány társukat. James azzal válaszol erre, hogy most viszont ugyanott vannak, visszatértek az egész kezdetére. Ő viszont az olvasásnak köszönhetően ma megmentette az életüket, holnap pedig Sayidét fogja. Miután ezt elmondta, azt javasolja a dokinak, hogy pihenjen le. Kikíséri a teraszra, s ahogy Jack elsétál, Sawyer elnéz balra. Meglátja a közeli ház előtt Kate-et, akinek barátságosan odaint, majd visszatér a házba.
Egy fiatal fiú lemegy a biztonsági központba, és közli Phillel, a fogolynak hozott ételt. A cella rácsainál átadja a szendvicset, ekkor megláthatjuk az arcát, ami bizonyára ismerős a nézőknek. A fiú megkérdezi Sayidot, hogy ellenség-e. Az iraki nem ad választ, hanem visszakérdez, hogy szerinte ellenség-e. A fiatalt érdekli a fogoly neve. Sayid bemutatkozik, aztán megkérdezi a gyereket, őt hogy hívják. A fiú válaszol, elmondja, hogy Bennek hívják.